# Bois-Herpin
Bois-Herpin is een gemeente in het Franse departement Essonne (regio Île-de-France) en telt 73 inwoners (2009). De plaats maakt deel uit van het arrondissement Étampes.

## Geografie
De oppervlakte van Bois-Herpin bedraagt 3,9 km², de bevolkingsdichtheid is dus 18,7 inwoners per km².
De onderstaande kaart toont de ligging van Bois-Herpin met de belangrijkste infrastructuur en aangrenzende gemeenten.

## Demografie
Onderstaande figuur toont het verloop van het inwonertal (bron: INSEE-tellingen).